# Klara Andrijašević
Klara Andrijašević (* 16. März 2001) ist eine kroatische Leichtathletin, die sich auf den Mittelstreckenlauf spezialisiert hat.

## Karriere
Sie nahm 2017 erstmals an den kroatischen Leichtathletik-Meisterschaften teil. Bei den Meisterschaften in Zagreb startete sie am 8. Juli 2017 im 1500-Meter-Lauf und konnte auf Anhieb in 4:44,93 Minuten als 16-Jährige den Titel über diese Strecke gewinnen. Einen Tag später startete sie im 3000-Meter-Lauf und verpasste mit dem vierten Platz eine Medaille. Aufgrund ihrer guten Ergebnisse wurde sie für das Europäische Olympische Jugendfestival 2017 im ungarischen Győr nominiert. Sie startete dort über 1500 Meter und stellte im Finale mit einer Zeit von 4:31,30 Minuten eine neue persönliche Bestleistung auf. Im Endergebnis belegte sie mit dieser Zeit den sechsten Platz.
Am 24. Februar 2018 startete sie in Zagreb bei den kroatischen Hallenmeisterschaften über die 1500 Meter und stellte dabei mit einer Zeit von 4:43,80 Minuten eine neue persönliche Bestzeit auf. Diese Zeit reichte für den Vizemeistertitel hinter Paula Rakijašić. Beim Split Easter Athletic Meeting stellte sie im 800-Meter-Lauf eine neue persönliche Bestleistung auf. In 2:16,60 Minuten belegte sie bei dem Rennen den dritten Platz.
Für Kroatien nahm sie an den U18-Europameisterschaften 2018 in Győr teil und erreichte am 6. Juli 2018 über die 3000 Meter in einer Zeit von 9:46,00 min den zwölften Platz. Zwischen dem 20. und 21. Juli nahm sie in Stara Sagora an den Balkan Championships teil. Nachdem sie bereits bei den U18-Europameisterschaften ihre persönliche Bestleistung im 3000-Meter-Lauf verbessert hatte, konnte sie diese Bestzeit am 20. Juli 2018 erneut steigern und zwar auf 9:43,53 Minuten und belegte damit den vierten Platz. Einen Tag später startete sie im 1500-Meter-Lauf und verpasste erneut eine Medaille als Vierte. Im 1500-Meter-Rennen stellte sie mit 4:27,45 Minuten eine neue persönliche Bestzeit über diese Strecke auf.
Sie nahm an den kroatischen Meisterschaften 2018 teil und startete dort sowohl im 1500-Meter-Lauf als auch im 3000-Meter-Lauf. Am 28. Juli 2018 ging sie über die 1500 Meter an den Start und konnte ihren Titel aus dem Vorjahr verteidigen. Einen Tag später startete sie über die 3000 Meter und belegte hinter Bojana Bjeljac und Matea Parlov den dritten Platz.

## Bestleistungen

### Freiluft
- 0800-Meter-Lauf: 2:16,60 min am 21. April 2018 in  Split
- 1500-Meter-Lauf: 4:27,45 min am 21. Juli 2018 in  Stara Sagora
- 3000-Meter-Lauf: 9:43,53 min am 20. Juli 2018 in  Stara Sagora

### Halle
- 1500-Meter-Lauf: 4:43,80 min am 24. Februar 2018 in  Zagreb

## Belege
1. ↑  Klara Andrijašević, auf worldathletics.org

| Personendaten    | Personendaten             |
| ---------------- | ------------------------- |
| NAME             | Andrijašević, Klara       |
| KURZBESCHREIBUNG | kroatische Leichtathletin |
| GEBURTSDATUM     | 16. März 2001             |